# Jacques Chaban-Delmas
Jacques Chaban-Delmas (Parigi, 7 marzo 1915 – Parigi, 10 novembre 2000) è stato un politico, partigiano, generale, giornalista e rugbista a 15 francese. Fu Primo ministro francese dal 1969 al 1972, deputato e presidente dell'Assemblea nazionale e sindaco di Bordeaux per quasi 48 anni dal 1947 al 1995.
Nel suo passato sportivo c'è anche una parentesi rugbistica: nel ruolo di tre quarti ala rappresentò la Francia in un test match nel 1945.
Al suo nome è intitolato lo stadio di Bordeaux un tempo noto come Parc Lescure.

## Carriera politica

### La Resistenza e la Quarta Repubblica
Laureato in legge e in scienze politiche, funzionario dell'amministrazione finanziaria, entrato giovanissimo nella Resistenza e nominato generale a 29 anni, diventa un fedelissimo del generale Charles de Gaulle. Dopo un'iniziale adesione al partito radical-socialista, nel 1947 entra nell'RPF, il partito di De Gaulle. Entra ben presto a far parte della ristretta cerchia dei "baroni del gollismo".
È più volte ministro nei governi della Quarta Repubblica francese:
- ministro dei lavori pubblici, dei trasporti e del turismo nel governo Pierre Mendès France (19 giugno-14 agosto 1954);
- ministro della casa e della ricostruzione nel governo Pierre Mendès France (3 settembre-12 novembre 1954);
- ministro dei lavori pubblici, dei trasporti e del turismo nel governo Pierre Mendès France (3 settembre 1954-23 febbraio 1955);
- ministro di Stato nel governo Guy Mollet (21 febbraio 1956-13 giugno 1957);
- ministro della difesa nazionale e delle forze armate nel governo Félix Gaillard (6 novembre 1957-14 maggio 1958).

È deputato all'Assemblea Nazionale dal 1946 al 1958.

### La Quinta Repubblica
Nel 1958, si adopera in prima persona per l'avvento della Quinta Repubblica francese. La sua ripetuta presenza nei governi della Quarta Repubblica gli pregiudica tuttavia l'ingresso nei governi sotto la presidenza di Charles de Gaulle. Oltre a essere deputato dal 1958 al 1969 e dal 1972 al 1997, è presidente dell'Assemblea Nazionale dal 1958 al 1969, e poi dal 1978 al 1981 e dal 1986 al 1988.

### Primo ministro
Una volta eletto alla presidenza della Repubblica nel giugno 1969, Georges Pompidou – già sotto accusa presso una parte dell'opinione pubblica, che gli imputava di voler rinnegare, sia pure con gradualità, l'eredità ideologica del gollismo – si trovò nella necessità di nominare alla seconda carica dello Stato il fedelissimo di De Gaulle, appunto Chaban-Delmas. Visto come un simbolo di continuità col generale De Gaulle, il governo Chaban-Delmas rimase in carica dal 22 giugno 1969 al 6 luglio 1972.

#### Lanouvelle société
Il 18 settembre 1969 presenta all'Assemblea Nazionale il suo programma di governo, denunciando una società bloccata dalla fragilità dell'economia, dal funzionamento spesso carente dello Stato, dall'arcaismo e conservatorismo delle strutture sociali, auspicando una nuova società prospera, giovane, generosa e libera e insistendo sulla liberalizzazione della televisione di Stato, l'autonomia delle imprese pubbliche, il decentramento, la formazione professionale e la promozione di nuove relazioni sociali. Ottiene il consenso della maggioranza del parlamento, ma irrita Pompidou, che da una parte paventa un discostarsi dai princìpi fondamentali del gollismo e dall'altra vede il Primo ministro attribuirsi un ruolo di determinatore dell'indirizzo politico che la costituzione della Quinta Repubblica non gli riconosce.
Personaggio consensuale, nel corso dei tre anni di permanenza alla guida del governo Chaban-Delmas attua alcuni provvedimenti di notevole rilevanza sociale, come, per esempio, l'istituzione dello Smic (il salario minimo garantito), l'estensione del salario mensile ad alcune delle categorie di lavoratori che ne erano escluse, i contratti di programma nelle imprese nazionali e la formazione permanente. Nel gennaio 1971 istituisce il ministero dell'Ambiente. A capo dei programmi d'informazione della televisione di Stato colloca Pierre Desgraupes, un giornalista d'idee progressiste che svecchierà la programmazione, ma la cui nomina provoca la collera di Pompidou. Nel 1972 introduce una cauta riforma delle autonomie regionali.
La sua attività di capo di governo è messa in crescente difficoltà a causa dei frequenti contrasti con Georges Pompidou e, soprattutto, dell'ostilità manifesta di due membri influenti del circolo presidenziale: Marie-France Garaud e Pierre Juillet. Chaban-Delmas tende del resto a sottovalutare i malumori del gruppo parlamentare e del gruppo dirigente del suo stesso partito, ed è anche vittima di una campagna di stampa, e perfino di una campagna diffamatoria, probabilmente alimentata da esponenti del centrodestra, che riprenderà quota in occasione delle elezioni presidenziali anticipate del 1974.

#### Le dimissioni
L'avvicinarsi della data delle elezioni legislative del 1973 rende ancor più fragile la poltrona di Chaban-Delmas. Insoddisfatto dai risultati del referendum del 23 aprile 1972 sull'adesione alla futura Unione europea, approvata dai francesi con una debole maggioranza e una massiccia astensione, Pompidou incomincia a prendere in considerazione l'ipotesi di nominare un nuovo Primo ministro. Chaban-Delmas decide di prendere in contropiede le mosse presidenziali, chiedendo la fiducia all'Assemblea Nazionale. Il 22 maggio il parlamento vota la fiducia al governo a schiacciante maggioranza: 368 favorevoli, 96 contrari e 6 astensioni. Nondimeno, il 5 luglio Jacques Chaban-Delmas è costretto da Pompidou a rassegnare le dimissioni. È sostituito da Pierre Messmer.

### Candidato alle presidenziali del 1974
Alla morte improvvisa di Pompidou, il 2 aprile 1974, Chaban-Delmas è il candidato unico del partito gollista alle elezioni presidenziali. I primi sondaggi sembrano darlo in vantaggio, ma col passare dei giorni i pronostici si fanno sempre più sfavorevoli. Il 5 maggio, giorno del primo turno, ha solo il 15,1%, e arriva terzo dietro al socialista François Mitterrand (43,24%) e a Valéry Giscard d'Estaing (32,60%), venendo così escluso dal ballottaggio. Numerose le ragioni della sconfitta. Indebolito in partenza dalla campagna diffamatoria e da alcuni errori tattici, Chaban-Delmas deve anche incassare il voltafaccia del collega di partito Jacques Chirac, il quale, anziché sostenerlo, il 13 aprile, insieme ad altri 3 ministri e a 39 deputati gollisti, invita pubblicamente a votare per il candidato liberale Valéry Giscard d'Estaing (l'"appello dei 44"). Al secondo turno, Giscard sarà eletto presidente della Repubblica battendo, sia pure di misura, François Mitterrand.

### Il ritorno alla presidenza dell'Assemblea nazionale
Nel 1978 torna alla presidenza dell'Assemblea nazionale, battendo il presidente uscente Edgar Faure, sostenuto da Chirac, ora a capo del Raggruppamento per la Repubblica, il partito neogollista. All'inizio del 1981 Valéry Giscard d'Estaing gli prospetta riservatamente la possibilità di una nomina a Primo ministro al posto di Raymond Barre, travolto dall'impopolarità. Chaban-Delmas, che non ha mai digerito la sconfitta del 1974, si dichiara indisponibile.

### Probabile Primo ministro della coabitazione
Dopo le elezioni politiche del marzo 1986, che vedono l'affermazione di una maggioranza di centrodestra in parlamento, François Mitterrand, presidente della Repubblica dal 1981, è sul punto di nominare Chaban-Delmas Primo ministro di un governo di coabitazione. Chaban, infatti, è amico di Mitterrand fin dai tempi della Resistenza. Ma, a causa delle pressioni di Jacques Chirac, il presidente della Repubblica deve ripiegare su quest'ultimo.
Nell'aprile 1986 torna alla presidenza dell'Assemblea nazionale, grazie anche a un accordo con Chirac a spese di Giscard, che puntava a quella carica. Lo scioglimento anticipato, nel 1988, porrà fine alla sua presidenza, durata complessivamente 16 anni.

### Presidente onorario dell'Assemblea nazionale
Dopo le elezioni legislative del giugno 1988, benché il centrodestra non abbia più la maggioranza, Chaban-Delmas tenta di farsi rieleggere presidente dell'Assemblea Nazionale, facendo assegnamento soprattutto sulle defezioni dei socialisti dissidenti. Ma l'operazione non gli riesce, ed è eletto il socialista Laurent Fabius. Ritenta nel gennaio 1992, ma stavolta saranno le defezioni dei deputati di centrodestra a impedirgli di prendere più voti del candidato socialista Henri Emmanuelli. Nel marzo 1993 la sua candidatura a guidare un nuovo governo di coabitazione è nuovamente scartata, questa volta a causa dei problemi di salute che lo costringono per diversi mesi ad assentarsi dalla scena politica nel 1996 è eletto per acclamazione e all'unanimità presidente onorario dell'Assemblea nazionale.

### Sindaco di Bordeaux per quasi cinquant'anni
Fu dal 1947 al 1995 sindaco di Bordeaux, città che nel corso della prima metà del suo mandato quasi cinquantennale egli contribuì a rilanciare, grazie ad ambiziosi programmi urbanistici e culturali. È anche più volte presidente della regione Aquitania e della comunità urbana di Bordeaux.

## Pubblicazioni e vita privata
Chaban-Delmas ha scritto alcuni libri di argomento storico o politico, fra cui un volume di memorie, Mémoires pour demain (Flammarion, 1998). Appassionato sportivo, è stato anche campione di tennis e di rugby. È stato sposato tre volte e ha avuto quattro figli.

## Gli omaggi a Parigi e a Bordeaux
Dal 27 agosto 2004, un'esplanade del VII arrondissement di Parigi porta il nome di Jacques Chaban-Delmas. L'iniziativa è del sindaco socialista Bertrand Delanoë. Un'ala dell'Assemblea Nazionale è stata battezzata "immeuble Chaban-Delmas".
A Chaban-Delmas sono stati intitolati lo stadio di Bordeaux, l'aeroporto di Bordeaux-Mérignac e il nuovo ponte sulla Garonna, sempre a Bordeaux, inaugurato nel marzo 2013.

## L'omaggio di Nicolas Sarkozy

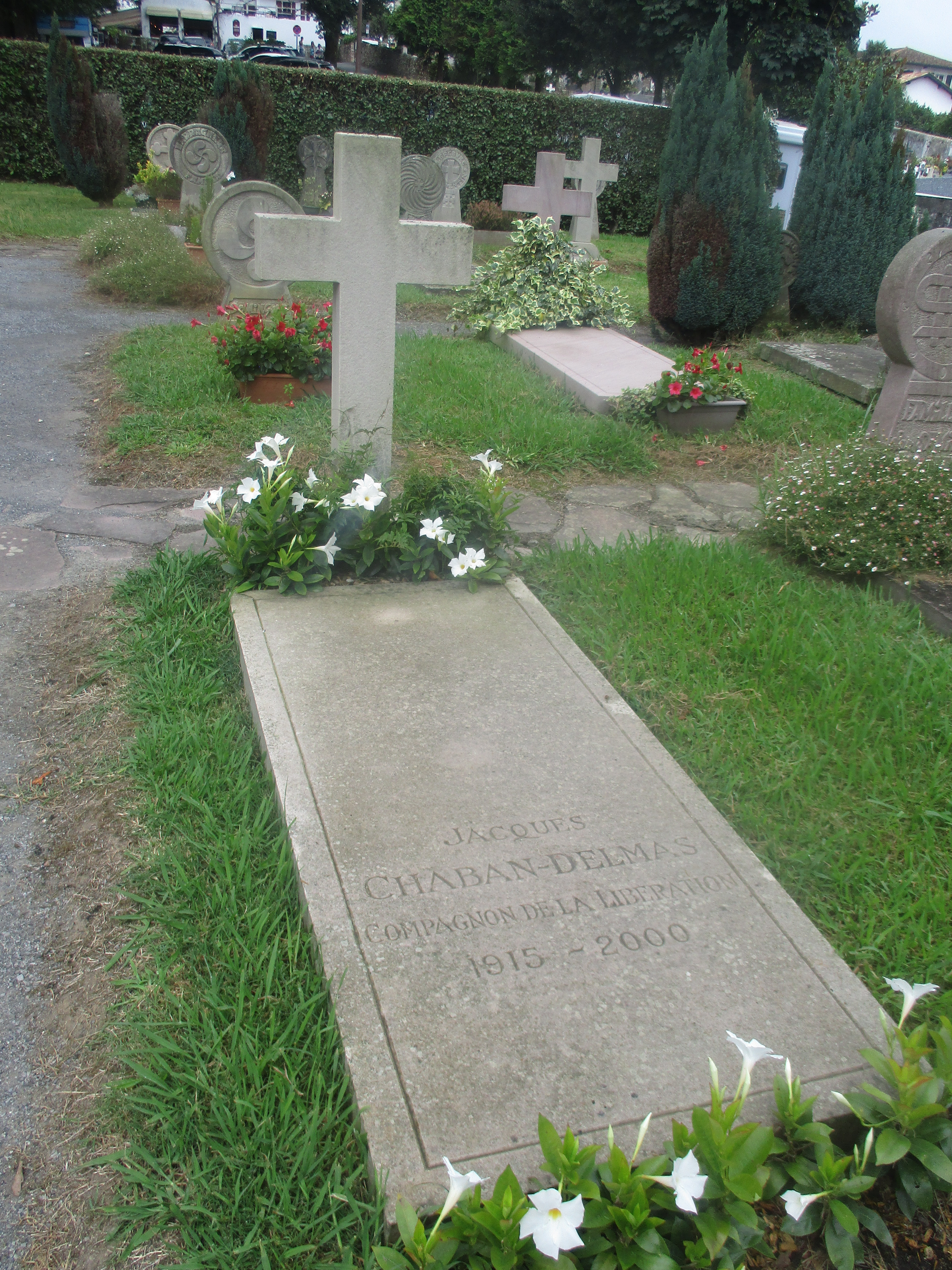
Sepoltura, ad Ascain.

Nel discorso d'investitura pronunciato il 14 gennaio 2007 alla Porta di Versailles, Nicolas Sarkozy, candidato dell'Unione per un Movimento Popolare alle presidenziali del 2007, rese un omaggio commosso a Jacques Chaban-Delmas e alla nouvelle société.

## Curiosità
Chaban-Delmas inizialmente si chiamava soltanto Delmas: Chaban (dal nome di un castello della Dordogna) fu lo pseudonimo che si scelse durante la Resistenza. Al termine della guerra, come riconoscimento dei suoi meriti e quale onorificenza d'eccezione, gli venne concesso di legare ufficialmente al proprio cognome la parola Chaban.
Fino a oltre i cinquant'anni d'età si mantenne sempre in perfetta forma fisica, tanto da piacere molto alle donne: per non ingrassare, quasi ogni mattina, in tuta sportiva, correva lungo i viali dell'Eliseo o giocava a tennis (sport del quale era stato finalista, a un torneo disputato a Cannes). Nel 1945, d'altronde, aveva giocato nella nazionale di rugby nel ruolo di "tre quarti ala".
Nel film "Parigi brucia?" di René Clément, del 1966, Alain Delon presta il volto a Chaban-Delmas, il quale in effetti era divenuto generale per nomina di De Gaulle all'età di 29 anni, assai precoce per un generale (eccettuata l'epoca napoleonica). Come generale, Chaban-Delmas diresse i collegamenti tra le varie forze partigiane e il comando supremo in Algeri. Egli svolse anche un ruolo di primissimo piano nella liberazione di Parigi.
Al termine del secondo conflitto mondiale, aveva la qualifica d'ispettore generale dell'esercito.
Jacques Chaban-Delmas fu l'ultimo a uniformarsi a una consuetudine del cerimoniale parlamentare che voleva che alle sedute della mattina e del pomeriggio il presidente dell'Assemblea Nazionale indossasse il tight, e in quelle serali e notturne la marsina senza decorazioni. Tale consuetudine, infatti, fu abbandonata nel luglio del 1981 dal suo successore, il socialista Louis Mermaz.